# Giovanni Albera
Giovanni Gaspare Albera (Torino, 3 agosto 1905 – Torino, 21 maggio 1973) è stato un calciatore italiano, di ruolo mediano.

## Carriera
Fece il suo esordio con la Juventus il 7 ottobre 1923 in una vittoria contro l'Inter per 2-0, mentre la sua ultima partita fu il 30 marzo 1924 in una vittoria contro il Padova per 3-0.
Nella sua unica stagione bianconera collezionò 12 presenze, senza reti.

## Statistiche

### Presenze e reti nei club
| Stagione        | Club            | Campionato      | Campionato | Campionato |
| Stagione        | Club            | Comp            | Pres       | Reti       |
| --------------- | --------------- | --------------- | ---------- | ---------- |
| 1923-1924       | Juventus        | Prima Divisione | 12         | 0          |
| Totale Juventus | Totale Juventus |                 | 12         | 0          |
| Totale carriera | Totale carriera |                 | 12         | 0          |